# Кадровый потенциал
Кадровый потенциал предприятия (от лат. potentia — возможность, мощность, сила) — это общая (количественная и качественная) характеристика персонала как одного из видов ресурсов, связанная с выполнением возложенных на него функций и достижением целей перспективного развития предприятия; это имеющиеся и потенциальные возможности работников, как целостной системы (коллектива), которые используются и могут быть использованы в определённый момент времени.
Кадровый потенциал является составной частью трудового потенциала предприятия. В большинстве экономических источников названные термины используются как синонимы.